# Verso il sole (film 1996)
Verso il sole (The Sunchaser) è un film del 1996 diretto da Michael Cimino, con Woody Harrelson e Jon Seda. È la settima e ultima pellicola diretta da Cimino.

## Trama
Blue è un giovane navajo che sta scontando una duplice condanna ed è affetto da un tumore incurabile che non gli lascia scampo. Convinto che la sua unica speranza sia raggiungere un luogo mistico sulle montagne sacre, prende in ostaggio il medico curante, il Dr. Reynolds, e con lui intraprende un lungo viaggio attraverso i deserti dello Utah e dell'Arizona fino ai monti del Colorado. Il viaggio sarà una sorta di percorso spirituale ed iniziatico che cambierà le vite dei due uomini.

## Produzione
Presentato in concorso al 49º Festival di Cannes, il film è stato girato tra l'Arizona, il Colorado e lo Utah.

## Distribuzione

### Date di uscita
- Francia: Sunchaser, 29 maggio 1996
- Paesi Bassi: 1º agosto 1996
- USA: 27 settembre 1996 (Los Angeles, California)
- Russia: 25 ottobre 1996
- Italia: 14 novembre 1996
- Regno Unito: 22 novembre 1996
- Spagna: Sunchaser, 31 gennaio 1997
- Portogallo: Espírito do Sol, 30 aprile 1997
- Germania: The Sunchaser - Die Suche nach dem heiligen Berg, maggio 1997
- Sudafrica: 9 maggio 1997
- Argentina: 27 maggio 1997
- Svezia: Sunchaser, luglio 1997
- Giappone: 16 agosto 1997
- Corea del Sud: 18 aprile 1998

## Accoglienza

### Critica
- "Un film concettualmente audace (...), d'intensità viscerale e sciatteria drammatica". (McCarthy[3]).
- "Un dolente western contemporaneo (...), con lo yuppie bianco al posto del cowboy e il rapper gangsta dei ghetti al posto del pellerossa". (Mereghetti[4]).